# Кондрашкино
Кондрашкино — село в Каширском районе Воронежской области.
Административный центр Кондрашкинского сельского поселения.

## География

### Улицы
- ул. Брагина,
- ул. Ильича,
- ул. Красноармейская,
- ул. Ленинградская,
- ул. Молодёжная,
- ул. Первомайская,
- ул. Советская.